# Cathédrale Saint-Bavon de Gand
Ne pas confondre avec la basilique-cathédrale Saint-Bavon de Haarlem.
La cathédrale Saint-Bavon (en néerlandais: Sint-Baafskathedraal) est une importante église gothique de la ville de Gand, en Belgique. Elle est le siège du diocèse de Gand érigé en 1559. Simple église paroissiale placée sous le vocable de Saint-Jean au XIIIe siècle, elle a acquis le statut de collégiale en 1536, puis de cathédrale en 1559.

## Histoire
La plus ancienne mention de l'un des plus spectaculaires lieux de prière de Flandre remonte au Xe siècle. Transmar, évêque de Tournai et de Noyon, fit ériger à cet endroit une chapelle qui portait alors le nom d'église de Saint-Jean. Au XIIIe siècle, l'église fut rénovée et agrandie ; on y ajouta une église supérieure et les chapelles rayonnantes. Le chœur fut complété d'une voûte en bois et on ajouta une tour ouest à l'édifice gothique. En 1543, on coiffa l'église d'une flèche.

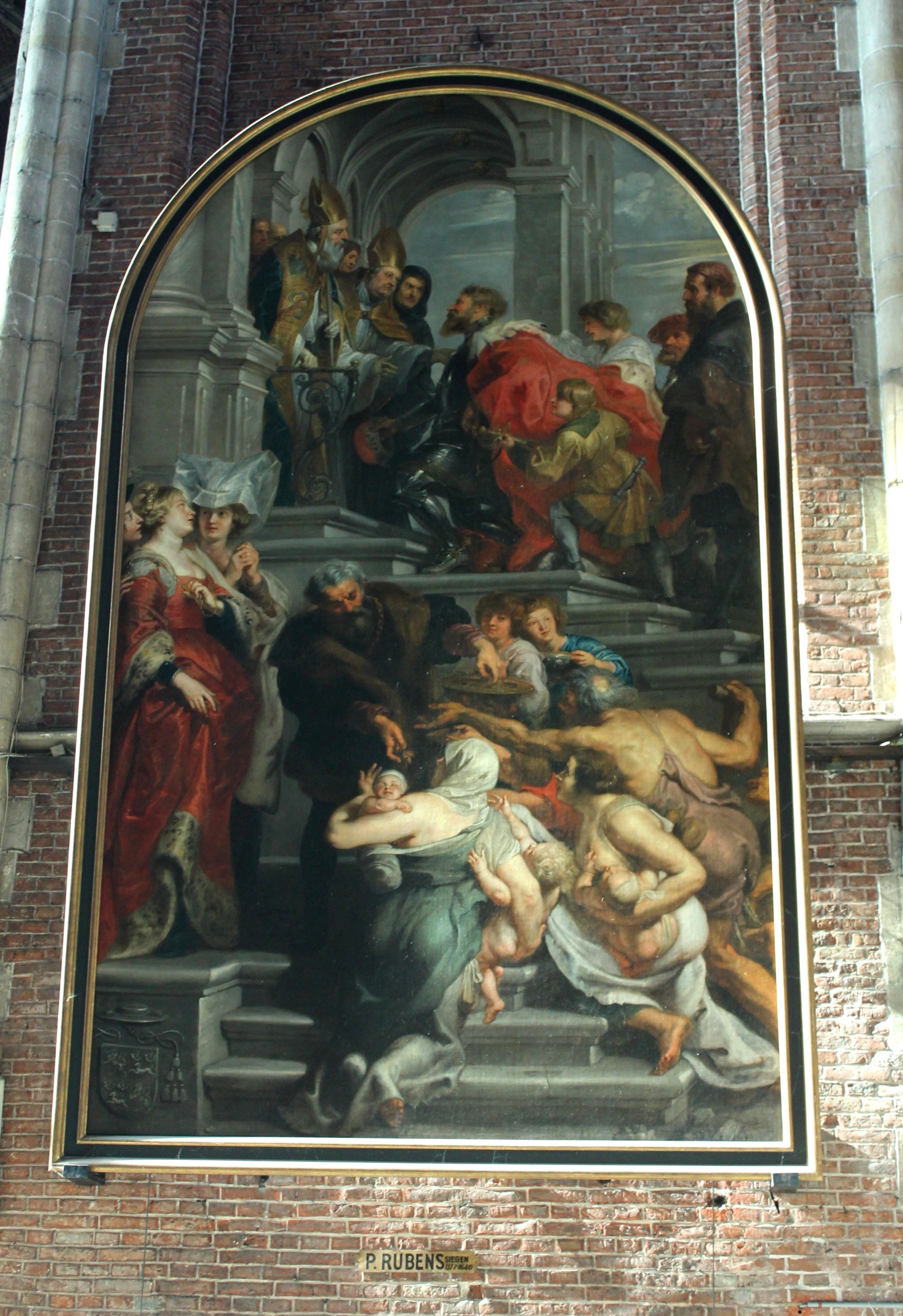
L'Entrée de Saint Bavon au monastère de Rubens (1623), Cathédrale Saint-Bavon.

La cathédrale Saint-Bavon ne porte ce nom que depuis 1559. En 1536, Charles Quint, né à Gand, prit une série de mesures répressives à l'encontre de la ville qui s'était rebellée contre l'impôt de guerre levé par l'empereur. Parmi ces mesures était prévue la construction d'une citadelle afin de surveiller la ville : ces travaux furent confiés à Adrien de Croÿ.
Il choisit l'emplacement de l'abbaye Saint-Bavon, au bord de la Lys, qu'il aménagea en citadelle, rasant les bâtiments jugés inutiles. Avec l'accord du pape, les moines en avaient été chassés en 1536. Ils reçurent en compensation l'église Saint-Jean : un chapitre y est créé dont ils sont devenus les 'chanoines', leur église devenant collégiale Saint-Bavon. En 1559, avec la réorganisation des structures ecclésiastiques dans les Pays-Bas, Gand est érigé en diocèse et la collégiale devient cathédrale Saint-Bavon.
En 1566, des iconoclastes détruisirent les vitraux offerts par Charles Quint, Marie de Hongrie et Philippe II.
Deux incendies successifs détruisirent la flèche ainsi qu'une partie du bâtiment en 1628 et 1640.

## Architecture

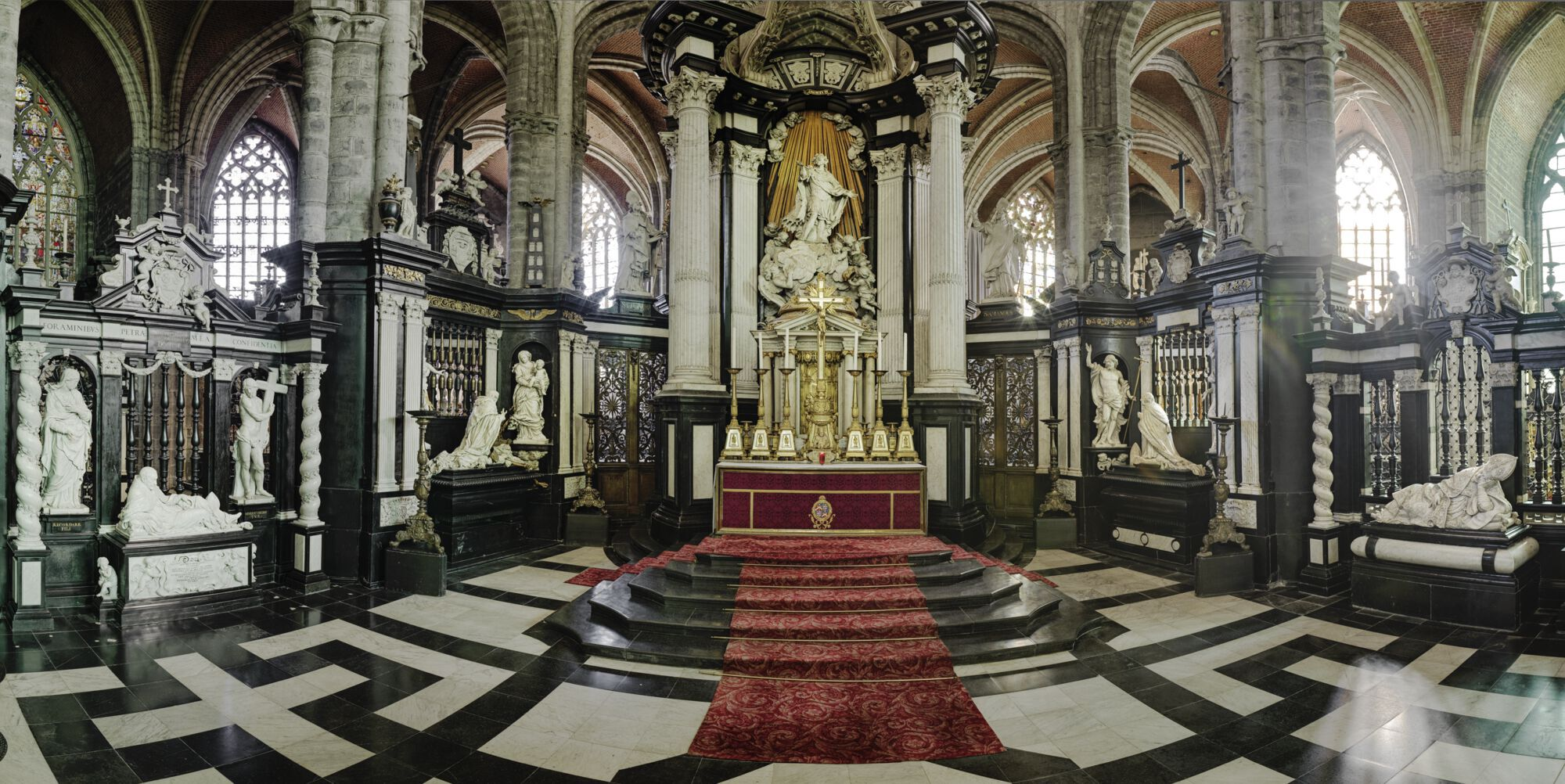
Grand chœur de la cathédrale Saint-Bavon

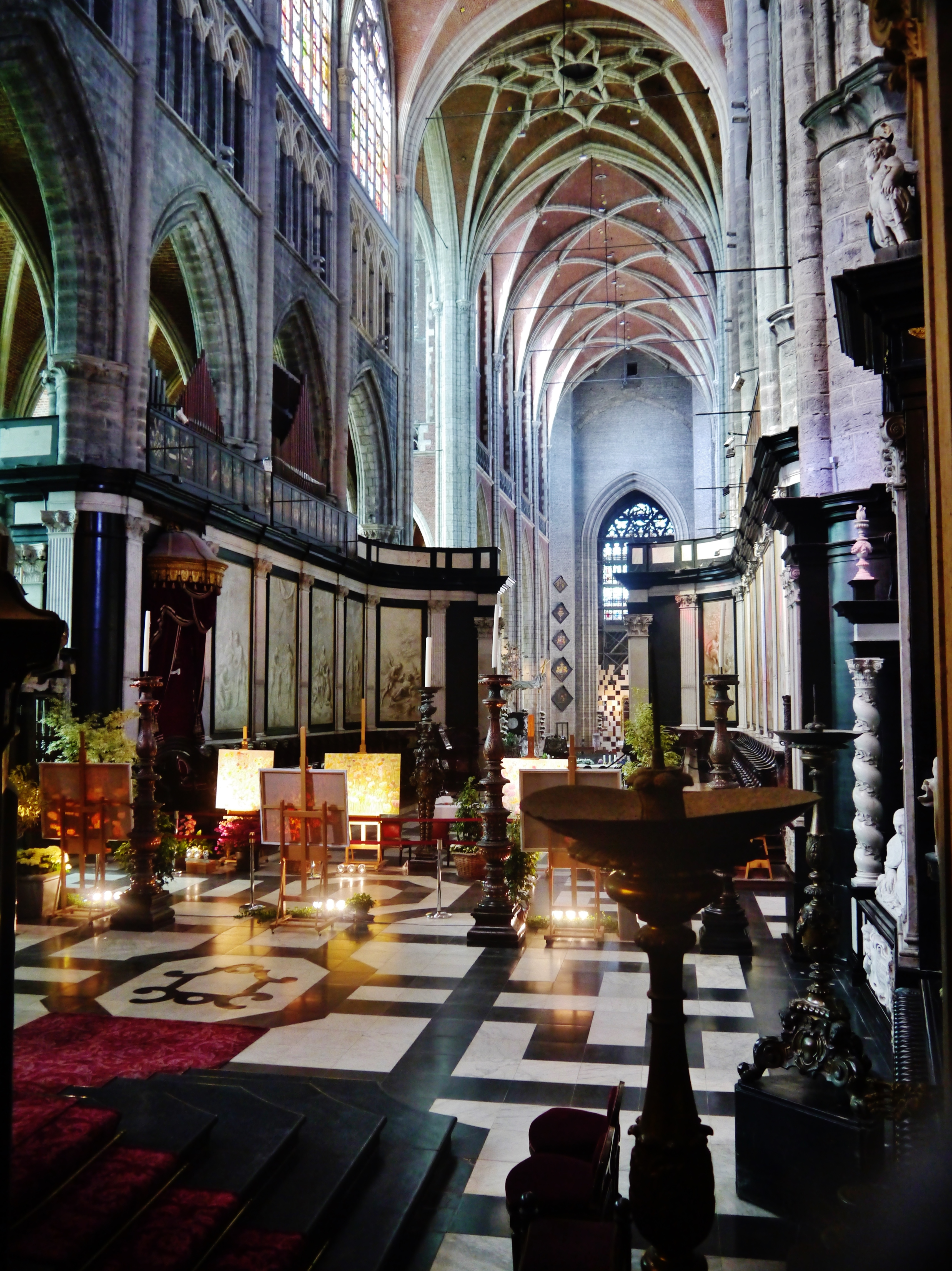
L'intérieur de la cathédrale vue du chœur.

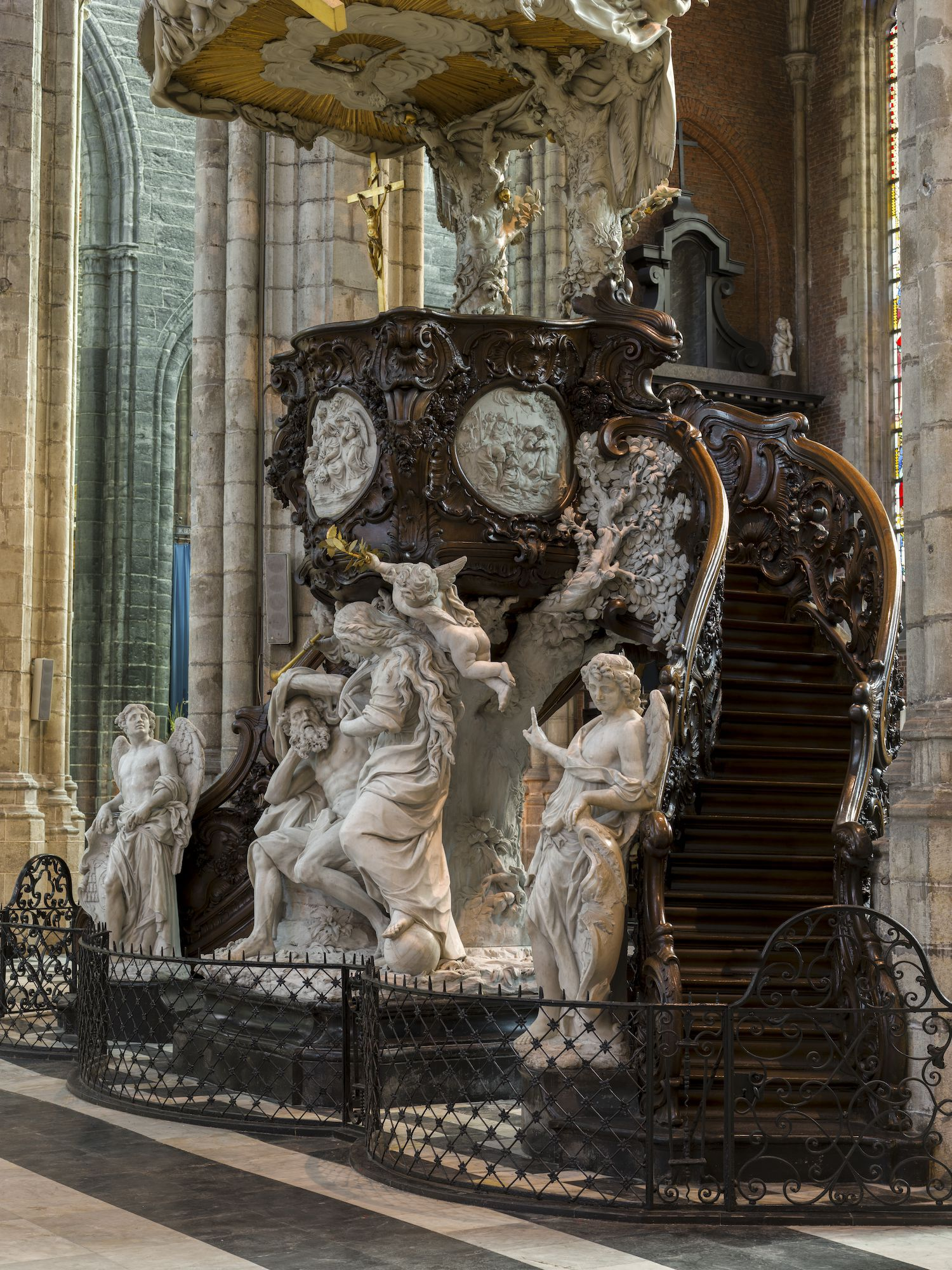
Chaire de Laurent Delvaux dans la cathédrale Saint-Bavon

À l'intérieur de la cathédrale, on découvre un espace impressionnant à trois nefs d'inspiration brabançonne, datées d'environ 1550 et formées du chœur, du transept et des chapelles rayonnantes et latérales. De chaque côté se trouve une chapelle, dont la chapelle du Saint-Sépulcre.
Le chœur, partiellement ouvert au public, auquel on accède par un escalier d'une dizaine de marches, fut construit en pierre bleue de Tournai. Il renferme les mausolées de plusieurs évêques gantois enterrés dans la crypte, ainsi qu'un grand nombre de chefs-d'œuvre, dont les statues de saint Pierre et de saint Paul par Karel van Poucke (nl). La voûte centrale ne fut placée dans la cathédrale qu'en 1628, mais son existence avait été prévue dès l'origine.
La tour de la façade occidentale de style gothique brabançon est haute de 89 mètres, et date des années 1462-1534.
Les vitraux datent du XIXe siècle. L'église dite basse (le transept et les trois nefs) fut érigée en briques et en pierre blanches entre 1533 et 1559.
En 2020, des travaux d'excavation menés par une équipe d'archéologues belges, en vue de construire un nouveau centre d'accueil des visiteurs, a révélé que certains pans entiers de la cathédrale avaient été construits à l'aide d'ossements humains, en particulier des tibias et de fémurs, ainsi que des crânes, pour remplir des cavités. Quelque 800 squelettes découverts et 5 000 kilogrammes d'os humains. Ces ossements proviendraient d'individus ayant vécu entre le XVe et le XVIIIee siècle et leur présence s'expliquerait par l'emplacement de l'ancien cimetière de la ville de Gand contigu à la cathédrale.

## Mobilier intérieur
- Le maître-autel et son baldaquin.
- L'orgue de tribune fut construit par Bis et Destré en 1653, Klais le releva en 1935[2].
- La Chaire de Vérité, XVIIIe siècle, œuvre du sculpteur Laurent Delvaux

### Retable deL'Agneau mystique
Le célèbre polyptyque : l'adoration de L'Agneau mystique des frères Van Eyck a été achevé en 1432.

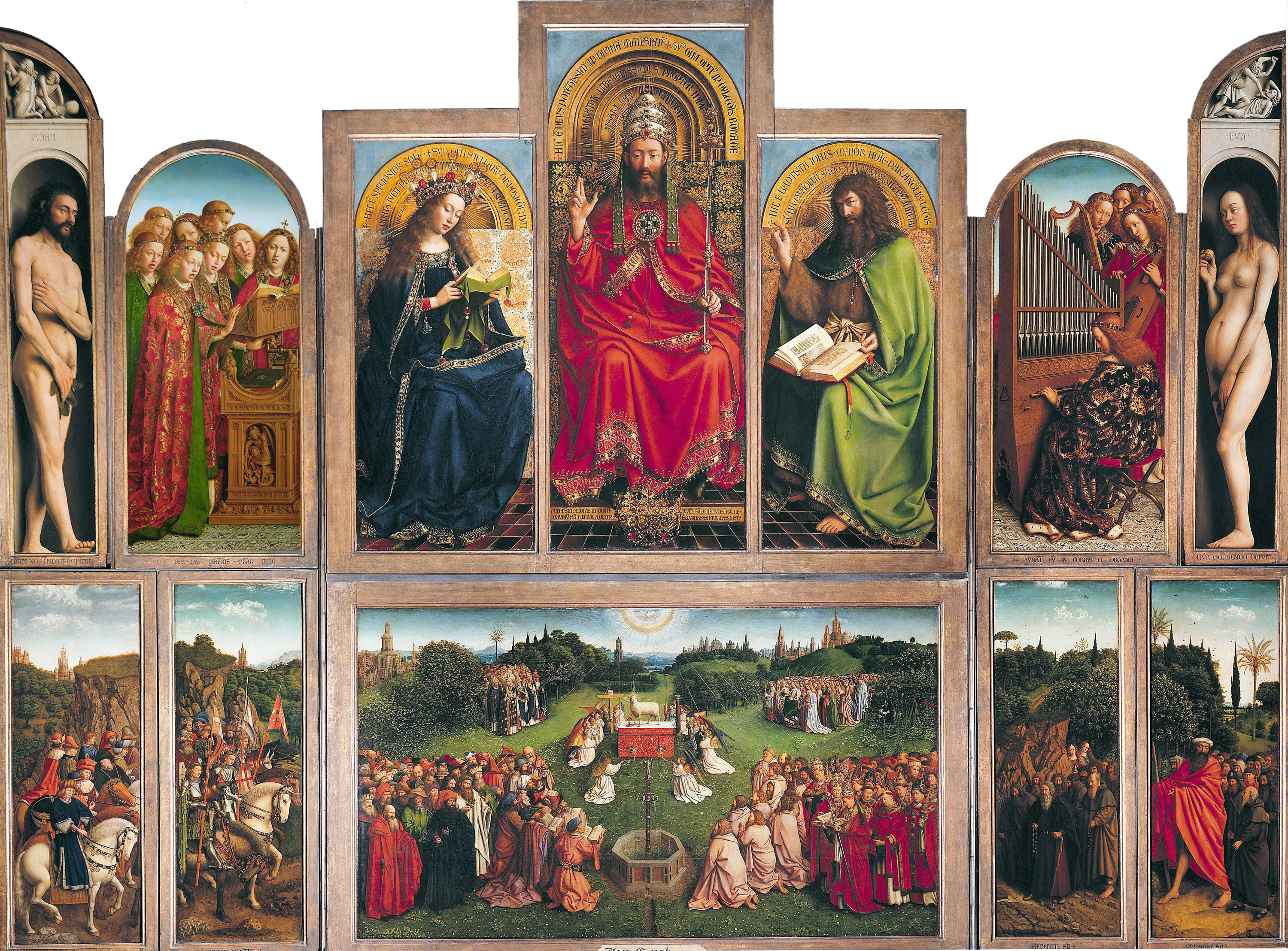
Le retable de L'Agneau mystique, chef-d'œuvre de Hubert et Jan van Eyck.